# Богуславка (Малоритський район)
Богуславка (біл. Багуслаўка) — село в Білорусі, у Малоритському районі Берестейської області. Орган місцевого самоврядування — Гвізницька сільська рада.

## Історія
У 1921 році село входило до складу гміни Олтуш Берестейського повіту Поліського воєводства Польської Республіки.

## Населення
Станом на 10 вересня 1921 року в селі налічувалося 22 будинки та 114 мешканців, з них:
- 52 чоловіки та 62 жінки;
- 114 православних;
- 92 «тутейші», 22 поляки.

За переписом населення Білорусі 2009 року чисельність населення села становила 51 особа.